# Orkney and Shetland (circonscription du Parlement d'Écosse)
Avant les Actes d'Union de 1707, les barons de l'intendance des Orkney et de la seigneurie des Shetland (anciennement orthographié Zetland)  élisaient des commissaires pour les représenter au Parlement monocaméral d'Écosse et à la Convention des États. Ils ont été ré-annexés à la Couronne en 1669.
Après 1708, l'Orkney and Shetland a envoyé un membre à la Chambre des communes de Grande-Bretagne et plus tard à la Chambre des communes du Royaume-Uni.

## Liste des commissaires du comté
- 1661–62: Hugh Craigie de Gairsay (died c.1662)[1]
- 1663, 1669–74: Patrick Blair de Little Blair, sheriff  [2]
- 1665 convention: not represented
- 1667 (convention): Arthur Buchanan de Sound  [3]
- 1667 (convention): William Douglas de Eglishaw  [3]
- 1678 (convention): Captain Andrew Dick[4]
- 1681–82, 1689 (convention), 1689–1701: William Craigie de Gairsay[1]
- 1685–86: Harie Grahame de Breckness [5]
- 1685–86: Charles Murray de Hadden [5]
- 1700: Charles Mitchell, écrivain à Édimbourg [6]
- 1702, 1702–05: Sir Archibald Stewart de Burray[7]
- 1702-07: Alexander Douglas de Eglishay[8]